# Fuchsia caucana
Fuchsia caucana är en dunörtsväxtart som beskrevs av Paul Edward Berry. Fuchsia caucana ingår i släktet fuchsior, och familjen dunörtsväxter. Inga underarter finns listade i Catalogue of Life.